# نغمه (فیلم ۱۹۵۳)
نغمه (به هندی: Dhoon) یا آهنگ فیلمی محصول سال ۱۹۵۳ و به کارگردانی ام کومار است. در این فیلم بازیگرانی همچون راج کاپور، نرگس دات، موتیلال راجوانش، ایشتر ویکتوریا آبراهام ایفای نقش کرده‌اند.